# Smicrocotis obscura
Smicrocotis obscura är en insektsart som beskrevs av George Willis Kirkaldy 1906. Smicrocotis obscura ingår i släktet Smicrocotis och familjen dvärgstritar. Inga underarter finns listade i Catalogue of Life.